# Квенштедт, Фридрих Август
Фридрих Август Квенштедт (нем. Friedrich August Quenstedt; 9 июля 1809, Айслебен — 21 декабря 1889, Тюбинген) — немецкий геолог и минералог.
По завершении образования в Берлине был назначен профессором (с 1837) минералогии, геологии и палеонтологии в Тюбингене. Главные научные работы Квенштедта относятся к исследованию швабской юры, например: «Das Flötzgebirge Württembergs» (1851), «Der Jura» (1857), «Handbuch der Petrefaktenkunde» (3-е изд. 1882); «Petrefaktenkunde Deutschlands» (1849 и сл.) и «Die Ammoniten des schwäbischen Jura» (1884). Кроме того, Кванштедт опубликовал «Epochen der Natur» (1861) и несколько работ по минералогии: «Methode der Krystallographie» (1840); «Handbuch der Mineralogie» (3 изд. 1877; в русском переводе «Начальные основания минералогии», СПб., 1861); «Grundriss der bestimmenden und rechnenden Krystallographie» (1873).